# Municipio de Tegner
El municipio de Tegner (en inglés: Tegner Township) es un municipio ubicado en el condado de Kittson en el estado estadounidense de Minnesota. En el año 2010 tenía una población de 48 habitantes y una densidad poblacional de 0,52 personas por km².

## Geografía
El municipio de Tegner se encuentra ubicado en las coordenadas 48°40′48″N 96°50′0″O / 48.68000, -96.83333. Según la Oficina del Censo de los Estados Unidos, el municipio tiene una superficie total de 92.55 km², de la cual 92,47 km² corresponden a tierra firme y (0,08 %) 0,08 km² es agua.

## Demografía
Según el censo de 2010, había 48 personas residiendo en el municipio de Tegner. La densidad de población era de 0,52 hab./km². De los 48 habitantes, el municipio de Tegner estaba compuesto por el 100 % blancos. Del total de la población el 2,08 % eran hispanos o latinos de cualquier raza.